# Кромер, Ольга Михайловна
Ольга Кромер (родилась 16 июля 1962, Казань СССР) — русско-израильский писатель, автор романов, повестей и рассказов для детей. 

## Биография
Родилась в Казани в 1962 году. Окончила Казанский Государственный университет, по специальности «прикладная математика». В 1992 году с семьёй репатриировалась в Израиль. C 1992 по 2020 год работала программистом в различных израильских старт-ап компаниях, социализирующихся на создании обучающих программ и виртуальной реальности. В 1999 вместе с двумя коллегами основала собственный старт-ап Interactive Music. Писала с детства, публиковала статьи в израильской русскоязычной прессе. Решение публиковать книги приняла только в 2017 году. Живет в Реховоте.

## Книги и рецензии
- Игра. — Екатеринбург: Ридеро, 2017

- Тот Город. — М.: Редакция Елены Шубиной, 2022

```
 
Рецензии на книгу:

 * Журнал «
Прочтение
»
[
1
]

 * Журнал «
Юность
[
2
]

 * Библиотека им. Верещагина
[
3
]
.
 * Журнал 
Знамя
[
4
]
.
```

- Товарищи инструменты. Сказка в трёх частях — М.: Издательский дом "Городец", 2022

```
 
Рецензии на книгу
:
 * Библиотека Папмамбука
[
5
]
.
```

- Каждый атом. — М.: Альпина, импринт «Маршмеллоу букс», 2023

```
 
Рецензии на книгу
: 
 * Тинькофф Журнал
[
6
]
.
 * Журнал «Правила жизни»
[
7
]
.
```

- Для детей: «Господин Молоток», изд-во «Сифрей нив» (ספרי ניב), иврит[8]

## Публицистика
Множество статей Ольги Кромер публиковались в различных русскоязычных журналах Израиля, а также несколько десятков статей опубликованы на иврите в израильской газете «Новости».

## Премии
- Длинный список Международной премии в области фантастики имени Аркадия и Бориса Стругацких («АБС-премия») 2023 года[12].

- Длинный список премии «Ясная Поляна» в категории «Современная русская проза» 2023 года[13].